# Mohawk Trail

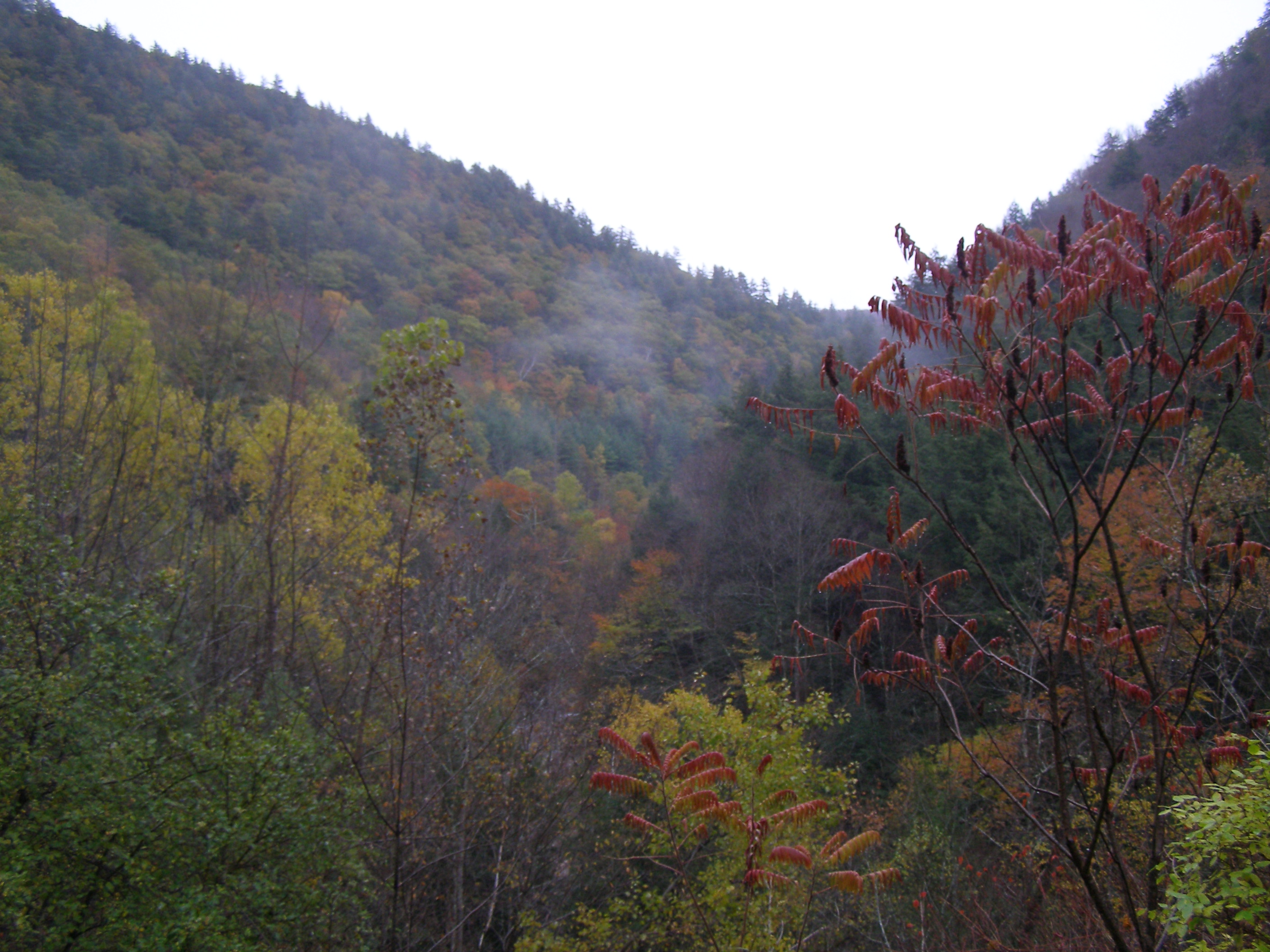
Výhled z Mohawk Trail

Mohawk Trail, česky Stezka Mohawků, je část bývalé obchodní cesty indiánů kmene Mohawk, která představovala důležité spojení různých indiánských kmenů na atlantickém pobřeží s kmeny na území dnešního státu New York.

## Geografie
Dnešní i hstorická stezka probíhá podél řek Millers River a Deerfield River a vede přes most French King Bridge, kde křižuje Connecticut River, do které se zde vlévá její přítok Millers River. Stezka dnes odpovídá přibližně spolkové státní silnici Massachusetts Route 2 na severozápadě státu Massachusetts. Ta se po vyasfaltování povrchu silnice v roce 1914 stala první vyhlídkovou cestou v USA a jednou z nejoblíbenějších turistických tras v oblasti Nová Anglie. Na východě začíná ve Westminsteru a vede přes obce Orange, Erving, Gill, Greenfield, Shelburne, Buckland, Charlemont, Savoy, Florida a North Adams do Williamstownu, vcelku něco přes 100 km.
Stezka Mohawků byla zaregistrována 3. dubna 1973 pod číslem 73000283 v národním seznamu historických míst (National Register of Historic Places).